# Tomasz Grottel
Tomasz Krzysztof Grottel (ur. 8 czerwca 1962 w Poznaniu) – polski lekarz chirurg, menedżer i urzędnik państwowy, w latach 2000–2001 sekretarz stanu w Ministerstwie Zdrowia. Syn prof. Kazimierza Grottela.

## Życiorys
Ukończył studia medyczne na Akademii Medycznej w Poznaniu, a także podyplomowe studium menedżerskie z nowoczesnych technik zarządzania przedsiębiorstwem. Uzyskał specjalizację drugiego stopnia z chirurgii dziecięcej.
Od 1999 do 2000 pracował jako wielkopolski lekarz wojewódzki. Był autorem wdrażania krajowego systemu ratownictwa medycznego i współtwórcą programu prywatyzacji usług zdrowotnych w ambulatoryjnej opiece zdrowotnej miasta Poznania i doradzał ministrowi zdrowia ws. wojewódzkich programów restrukturyzacyjnych.
23 listopada 2000 powołany na stanowisko sekretarza stanu w Ministerstwie Zdrowia, odpowiedzialnego za realizację krajowego programu restrukturyzacyjnego w ochronie zdrowia, wdrażanie systemu ratownictwa medycznego i nadzór nad restrukturyzacją szpitali klinicznych. Zakończył pełnienie funkcji w 2001. W kwietniu 2004 objął funkcję dyrektora Zespołu Szpitali Miejskich w Częstochowie (przekształconego z trzech osobnych szpitali), a w kwietniu 2006 został pełniącym obowiązki dyrektora Szpitala Grunwaldzkiego w Poznaniu. 
W lutym 2007 został dyrektorem szpitala w Śremie. W marcu 2009 został zatrzymany pod zarzutem korupcyjnym przez Agencję Bezpieczeństwa Wewnętrznego. Po tym, jak został zawieszony w czynnościach służbowych przez prokuraturę, objął funkcję p.o. wicedyrektora ds. medycznych, jednak w lutym 2010 zrezygnował z pracy w śremskim szpitalu. Pozostawał jednocześnie wiceprezesem zarządu spółki Medec. W październiku 2012 prokuratura umorzyła postępowanie przeciw niemu z powodu braku znamion czynów zabronionych.